# Khanyeri
Khanyeri est un village de la région de Khodjaly en Azerbaïdjan.

## Population
Elle comptait 231 habitants en 2005.